# Jewgienij Jelisiejew (polityk)
Jewgienij Aleksandrowicz Jelisiejew (ros. Евгений Александрович Елисеев, ur. 24 września 1936 w miejscowości Zaria w obwodzie tomskim) – radziecki działacz partyjny.

## Życiorys
Od 1959 należał do KPZR, od 1962 był funkcjonariuszem partyjnym, w 1967 zaocznie ukończył Wyższą Szkołę Partyjną przy KC KPZR, w latach 1981-1983 był instruktorem Wydziału Pracy Organizacyjno-Partyjnej KC KPZR. Od czerwca 1983 do 4 listopada 1985 I sekretarz Chakaskiego Komitetu Obwodowego KPZR, od 19 października 1985 do 21 lutego 1990 I sekretarz Kabardyno-Bałkarskiego Komitetu Obwodowego KPZR, w latach 1986-1990 zastępca członka KC KPZR. W 1990 członek Komisji Kontroli Partyjnej przy KC KPZR i sekretarz odpowiedzialny Centralnej Komisji Kontrolnej KPZR, między 1990 a 1991 zastępca przewodniczącego CKK KPZR. Deputowany do Rady Najwyższej ZSRR XI kadencji, deputowany ludowy ZSRR.